# Luc De Smet
Luc De Smet (* 30. August 1957 in Wetteren) ist ein ehemaliger belgischer Radrennfahrer.

## Sportliche Laufbahn
Luc De Smet (auch Desmet) war im Straßenradsport aktiv. Er war Teilnehmer der Olympischen Sommerspiele 1980 in Moskau. Im olympischen Straßenrennen kam er auf den 46. Rang.
Von 1980 bis 1990 war er Berufsfahrer. 1981 gewann er eine Etappe der Ronde van Nederland, 1985 den Textielprijs Vichte. Die Tour de France 1982 beendete er nicht. In der Vuelta a España 1982 wurde er 65. der Gesamtwertung.